# Косолапово (Удмуртия)
Косолапово — деревня в Киясовском районе Удмуртии, входит в Первомайское сельское поселение. 

## География
Находится в верховьях реки Петричинка в 15 км к северо-востоку от Киясово и в 48 км к югу от центра Ижевска. Имеется дорога от деревни к селу Яжбахтино (выход на автодорогу Киясово - Сарапул).

## Население
| 2010 | 2012 |
| ---- | ---- |
| 64   | ↗136 |